# 숲속의 방
《숲속의 방》은 작가 강석경의 중편소설이다. 《문예중앙》(1985년 겨울호)을 통해 처음으로 발표되었고 이듬해인 1986년 단권으로 출판되었다. 이 작품은 1980년대 학생운동가를 다루면서 사회라는 틀 안에서 자아의 실체를 적극적으로 쫓는 서사로써 1980년대 집단주의와 개인성의 갈등을 잘 보여주었다.

## 줄거리
소양은 프랑스어문학과 대학생이자 한 부르주아 가정의 셋째 딸이다. 소양은 학생 운동 집단에 완전히 속하지도 못하고 일신의 안위를 도모하는 삶도 완전히 긍정하지도 못한 채 진실을 추구하며 정신적으로 방황하다가 스스로 세상을 떠난다. 언니 미양은 그런 소양의 모습을 추적한다.

## 수상
- 1985년 제10회 오늘의 작가상

## 단권 출간
- 《숲속의 방》. 민음사. 1986년. ISBN 9788937400698